# Temperamento galénico
Los temperamentos galénicos son una teoría que fue desarrollada por Galeno de Pérgamo, quien fue un médico y filósofo griego que ejerció una gran influencia en la medicina moderna. Practicó su ciencia durante el Imperio Bizantino. Fue un hombre con estudios avanzados que a los dieciséis años decidió dedicarse totalmente a la medicina.
Sus estudios y experimentos estuvieron influidos por la doctrina hipocrática (enlace roto disponible en Internet Archive; véase el historial, la primera versión y la última)., sobre la base de esto desarrolló su tesis en la cual la salud física y psicológica de una persona depende de cuatro humores corporales: la sangre, la bilis amarilla, bilis negra y flema. Entendiendo lo anterior, se suponía que la buena salud de un individuo se debía al equilibrio de estos humores. Tal como lo afirmó John Donne en “Los Buenos Días”, la teoría de Galeno sustentaba que “cuando algo muere es que su mixtura no era proporcionada”
El supuesto de los cuatro humores de Galeno, fue muy influyente entre la cultura árabe, también en Europa después del año mil de nuestra era. Actualmente esta teoría ya no es parte de los estudios más modernos de sicología, pero algunas escuelas como el Instituto Hune Archivado el 5 de junio de 2016 en Wayback Machine. la utiliza para generar un efecto de motivación y ayudar a comprender los distintos tipos de personalidades que se pueden presentar en las relaciones sociales. Se sabe que aún subsiste en el ayurveda, pero solo con tres de los cuatro humores (aire, bilis y flema).

## Teoría de Galeno "Los Cuatro Humores"
Desde Hipócrates, la teoría humoral fue la forma más común de analizar el funcionamiento del cuerpo humano entre los médicos europeos hasta la puesta en marcha de la medicina moderna en el siglo XIX. 
En primer lugar cabe señalar que Galeno definió la "salud" como la ausencia de dolor y la posibilidad de funcionar bien en sociedad, el estudioso se enfocó en reforzar teorías del pensamiento Hipocrático sobre la generación de la enfermedad.  
La manera más básica de explicar esta teoría es entendiendo que para el pensamiento de la época todas las cosas eran una combinación de cuatro elementos básicos: tierra, agua, aire y fuego, los caracteres de estos elementos se encuentran en cuatro fluidos (bilis amarilla, bilis negra, sangre y flema) y estos afectan el funcionamiento del organismo humano. Para Galeno influyen directamente en nuestras emociones y conducta, es decir, en nuestro temperamento, para la época el estudio del temperamento ocupaba un papel destacado en la medicina y la psicología.
Entonces esta teoría propone que la buena salud de una persona depende básicamente del equilibrio entre la sangre y los cuatro humores. Según estudios de Galeno, logró catalogar la enfermedad como un trastorno somático, el cual es causado por una mezcla anormal de los humores antes mencionados. La razón de esta mezcla serían circunstancias externas y también por el temperamento particular del sujeto en cuestión. Dentro de las causas externas Galeno consideró: desórdenes alimenticios o sexuales, trabajos desmedidos, calor o frío, sueño, venenos, etcétera.

## Definición de los Temperamentos según Galeno
A continuación se presenta una descripción de cada uno de los cuatro temperamentos que propone Galeno
-Temperamento Sanguíneo:
En el marco de su esencia son fácil y fácilmente excitables, su reacción ante estas situaciones es inmediata y fuerte. Mayormente su duración es corta.Las personas con este temperamento en general son extrovertidas y manifiestan una alta flexibilidad a los cambios, poseen interés por las cosas exteriores, es decir, son superficiales y también inconstantes. Poseen una serena concepción de la vida, además son carentes de pasiones arraigadas. 
Dentro de las características más positivas se señala que son personas fáciles de tratar, cariñosos, obedientes y sinceros, pero dentro de las malas cualidades que poseen se establece que son vanidosos, intentan constantemente complacerse a sí mismos, son altamente envidiosos y celosos.
-Temperamento Flemático:
Basado en un tipo de sistema nervioso lento y equilibrado. En su esencia son personas difíciles y débiles, poseen un tipo de reacción lenta la duración de esta es corta. No tienen interés por las cosas exteriores, no se enfadan constantemente, son agradables para todos los otros temperamentos. Tienen una gran inclinación hacia el descanso, son introvertidos pese a esto una característica positiva es la elocuencia con la que cuentan. No son flexibles al cambio de ambiente.
-Temperamento Melancólico: 
Se basa en un tipo de sistema nervioso débil, posee una muy alta concentración de la atención, así como una baja reactividad ante los estímulos del medio que los rodea, lo que provoca una excitabilidad que se activa por la repetición de estímulos. Son introvertidos y prácticamente inflexibles a los cambios en el ambiente. Son sujetos muy sensibles emocionalmente. Posee una tendencia al extremo perfeccionista lo que hace que sean muy fiables. Es difícil incitarlos a comenzar un proyecto ya que constantemente están sopesando los pro y contras de todas las situaciones.
-Temperamento Colérico: 
Poseen un sistema nervioso rápido y desequilibrado. Son altamente activos y concentrados por lo que son fácil de excitar, teniendo en estos casos una reacción inmediata y fuerte, la duración de esta reacción es corta y superficial. 
Son rápidos, activos, prácticos a la hora de decidir, autosuficientes y muy independiente. Dentro de sus malas cualidades están el orgullo y la arrogancia, además de una insensibilidad y dureza en el trato.